# Список эпизодов телесериала «Красавица и Чудовище» (2012)
Список эпизодов американского драматического телесериала «Красавица и Чудовище», ремейка одноимённого телесериала 1980 годов. Телесериал выходил в эфир на телеканале The CW с 11 октября 2012 года по 15 сентября 2016 года.

## Обзор сезонов
| Сезон | Сезон | Эпизоды | Оригинальная дата выхода | Оригинальная дата выхода |
| Сезон | Сезон | Эпизоды | Премьера сезона          | Финал сезона             |
| ----- | ----- | ------- | ------------------------ | ------------------------ |
|       | 1     | 22      | 11 октября 2012          | 16 мая 2013              |
|       | 2     | 22      | 7 октября 2013           | 7 июля 2014              |
|       | 3     | 13      | 11 июня 2015             | 10 сентября 2015         |
|       | 4     | 13      | 2 июня 2016              | 15 сентября 2016         |

## Список серий

### Сезон 1 (2012-13)
| № общий | № в сезоне | Название                                         | Режиссёр      | Автор сценария                                                    | Дата премьеры   | Зрители в США (млн) |
| --- | ---------- | ------------------------------------------------ | ------------- | ----------------------------------------------------------------- | --------------- | ------------------- |
| 1 | 1          | «Pilot» «Пилотная серия»                         | Гэри Фледер   | Шерри Купер и Дженнифер Левин                                     | 11 октября 2012 | 2,78                |
| В юности Кэтрин Чендлер стала свидетелем убийства своей матери. Кэт тоже бы убили, но кто-то или что-то спасло её. Прошли годы, Кэт стала полицейским и сейчас расследует дело, которое приводит её к своему спасителю – им оказывается доктор Винсент Келлер. С помощью друга детства Джей Ти Форбса, Винсент скрывается, храня свою тайну – будучи в гневе, он становится ужасным чудовищем, неспособным себя контролировать. Несмотря на это, Кэт тронута человеком, живущим внутри чудовища, и решает скрывать свои отношения с Винсентом от своего босса Джо Бишопа, напарницы Тесс Варгас и близкого друга, судмедэксперта Эвана Маркса. Кэтрин и Винсента тянет друг к другу, но они понимают, что их связь крайне опасна для обоих. |            |                                                  |               |                                                                   |                 |                     |
| 2 | 2          | «Proceed with Caution» «Соблюдайте осторожность» | Рик Бота      | Шерри Купер и Дженнифер Левин                                     | 18 октября 2012 | 2,00                |
| Балерина умирает при загадочных обстоятельствах, Винсент чувствует, что дублёрша убитой Виктории что-то знает и скрывает информацию о её смерти. Кэт и Тесс узнают, что жертва пыталась подать заявление об изнасиловании в полицию. Кэт просит Винсента помочь расшифровать врачебные записи, принадлежащие её матери, а Джей Ти переживает, что из-за визитов Кэт на склад, Винсента могут найти агенты Мьюрифилд. После отказа Винсента помочь в расследовании проекта Мьюрифилд, Кэт сама берётся за расследование, но данные на её компьютере стираются вредоносным вирусом. Тесс идёт на свидание, но он оказывается женат. Хэзер чувствует себя неуютно и съезжает из квартиры Кэт, так как сестра не перестаёт искать ответы по поводу смерти матери. |            |                                                  |               |                                                                   |                 |                     |
| 3 | 3          | «All In» «Всё включено»                          | Пи Джей Пески | Джефф Рейк                                                        | 25 октября 2012 | 1,88                |
| Иммигрантка из Боснии Ирис арестована по подозрению в убийстве судьи, депортировавшего её брата. Винсент чувствует, что Ирис невиновна и, доверившись его инстинктам, Кэт проводит собственное расследование. Но когда действия Кэт мешают основному расследованию, Джо отправляет её в отпуск. Однако Кэт всё равно продолжает действовать в одиночку и узнаёт семейный секрет Ирис. Нужна помощь Винсента. Джей Ти обеспокоен тем, что помогая Кэт, Винсент уязвим перед Мьюрифилд, он просит Кэт придумать способ общения с Винсентом, не ища его общества. |            |                                                  |               |                                                                   |                 |                     |
| 4 | 4          | «Basic Instinct» «Основной инстинкт»             | Брэдли Уолш   | Роджер Грант                                                      | 1 ноября 2012   | 1,70                |
| Винсент находит в мусорном баке 19-летнего парня, спасает его и быстро доставляет в скорую, где тот пребывает в коме. Когда Эван выявляет на рентгене историю множественных переломов, Кэт и Тесс допрашивают отца мальчика Закари Холта, который обеспокоен тем что, СДВГ, постоянные драки и увлечение азартными играми могли вовлечь его сына в плохую компанию. После детективы допрашивают Лоис Уитворф, владелицу поло-клуба, где работал пострадавший. Лоис не знала, что её дочь Кларисса с ним встречалась. Она утверждает, что рассталась с ним из-за его связи с криминалом, но Кэт и Тесс подозревают, что это ещё не всё. Силверфокс и агенты из Мьюрифилд выслеживают Кэт и предлагают ей сдать им Винсента, который, по их словам, является монстром, в обмен на правду о матери Кэт. Она рассказывает о случившемся Винсенту, который осознаёт, что Кэт, вероятно, боится его. Джей Ти предлагает спасаться бегством, но Винсент отказывается оставить Кэт одну, в ответ он хочет сдаться Силверфоксу в обмен на безопасность Кэт. |            |                                                  |               |                                                                   |                 |                     |
| 5 | 5          | «Saturn Returns» «Возвращение Сатурна»           | Стив Эдельсон | История: Блэр Сингер Телесценарий: Блэр Сингер и Келли Соудерс    | 8 ноября 2012   | 1,84                |
| Предотвращая ограбление магазина, Винсент попадает в кадр камеры наблюдения, и когда его фото появляется в газете, Кэт призывает его быть более осторожным. Кэт и Тесс расследуют исчезновение женщины по имени Эми, которая пропала после того, как её жених доктор Майкл Волтерс напечатал объявление об их помолвке в газете. По отпечаткам пальцев, Эван узнаёт настоящее имя Эми. Винсент говорит, что у него с Джей Ти есть экстренный план бесследного побега, это наводит Кэт на мысль, что, возможно, пропавшая исчезла намеренно. Но когда пропадает Майкл, Джо понимает, что его команду обманули. Тем временем, Хэзер планирует устроить вечеринку-сюрприз в честь дня рождения сестры, вынуждая Кэт отложить встречу с Винсентом. На вечеринке Кэт и Эван переживают удивительный момент. |            |                                                  |               |                                                                   |                 |                     |
| 6 | 6          | «Worth» «Цена»                                   | Кевин Фэйр    | Эллисон Мур                                                       | 15 ноября 2012  | 1,56                |
| Когда Винсент, казалось бы, кинул её, Кэт полагает, что он стал свидетелем поцелуя с Эваном на вечеринке. Но на самом деле он вдруг потерял сознание по пути к ней и сейчас ищет ответы. Очередное дело окунает Кэт в обманчивый мир искусства. Винсент видит, как Кэт наряжается для похода на открытие галереи с Эваном, и признаёт, что его чувства к ней стали сильнее. Эван выказывает свою симпатию к Кэтрин, которая разрывается между двумя поклонниками. |            |                                                  |               |                                                                   |                 |                     |
| 7 | 7          | «Out of Control» «Неуправляемый»                 | Рик Бота      | Брайан Петерсон и Келли Соудерс                                   | 29 ноября 2012  | 1,52                |
| Убойный отдел расследует жестокое убийство и Джей Ти считает, что Винсент может быть как-то причастен к нему. Он пытается определить причину всё более частных потерь памяти у Винсента, но когда тот превращается в чудовище, Джей Ти приходится усмирить его. Эван и его новый стажёр обнаруживают странный порез на теле жертвы, идентичный порезу на трупе девушки, убитой в кампусе год назад. Эван отправляется на место преступления искать улики, его похищают. Кэт умоляет Винсента помочь найти и спасти Эвана, не осознавая, что подвергает его жизнь большой опасности. |            |                                                  |               |                                                                   |                 |                     |
| 8 | 8          | «Trapped» «В ловушке»                            | Пол Фокс      | Эмили Сильвер                                                     | 6 декабря 2012  | 1,41                |
| Джей Ти подозревает, что именно Кэтрин вызывает потери памяти у Винсента, и чтобы доказать обратное, Винсент позволяет накачать себя эндорфином и седативными средствами, вызывающими состояние фуги. Винсент вспоминает Афганистан, где ему впервые сделали экспериментальный укол и кто вводил ему изменяющее ДНК вещество. Также он вспоминает, как другие солдаты испытали на себе непредсказуемые побочные действия вещества, включая состояние фуги, и с облегчением понимает, что не Кэт вызывает потери памяти. Винсент делится воспоминаниями о Мьюрифилд с Кэт, которая и сама предаётся воспоминаниям. Параллельно Кэт и Тесс расследуют попытку убийства поп-звезды, а Эван подозревает, что Кэт умышленно защищает того, кто спас его в метро. |            |                                                  |               |                                                                   |                 |                     |
| 9 | 9          | «Bridesmaid Up!» «Подружка невесты, встань!»     | Майрзи Алмас  | Шерри Купер и Дженнифер Левин                                     | 13 декабря 2012 | 1,59                |
| Когда отец Кэт снова женится, подружки невесты и сама невеста подыскивают пару для дочери жениха. Чувствуя себя не в своей тарелке, Кэт неохотно признаётся, что с кем-то встречается и говорит Винсенту, что было бы здорово, если бы он мог быть её парой. На свадьбе Кэт узнаёт о гранте на научно-исследовательскую работу, который Эван получил для исследования мутировавших клеток ДНК, найденных на местах преступлений. Рассказывая Винсенту теорию Эвана о том, как клетки меняются, становясь более свойственными животному, чем человеку, Кэт неожиданно понимает, что их отношения могут в корне измениться. Несмотря на то, что Джо женат, его отношения с Тесс заходят слишком далеко. |            |                                                  |               |                                                                   |                 |                     |
| 10 | 10         | «Seeing Red» «Обезумевший»                       | Рик Бота      | Роджер Грант                                                      | 24 января 2013  | 1,79                |
| Винсент сталкивается с отголосками прошлого, с трудом избежав встречи со своей бывшей невестой Алекс, когда та замечает его. Находясь в больнице, Кэт вынуждена признать свои чувства к Винсенту. К Джей Ти приходит неожиданный гость и расспрашивает о старом исследовании мутировавших ДНК. |            |                                                  |               |                                                                   |                 |                     |
| 11 | 11         | «On Thin Ice» «По тонкому льду»                  | Майк Рол      | Блэр Сингер                                                       | 31 января 2013  | 1,72                |
| Винсент разрывается между новыми чувствами к Кэт и старыми воспоминаниями об Алекс. Клэр портит Эвану образцы ДНК. Джей Ти должен найти способ остановить Эвана, когда понимает, что тот намерен собрать опергруппу для поимки чудовища. Тесс расследует загадочную смерть жены миллиардера-авантюриста. Кэт признаётся Винсенту, что хочет быть с ним, но он не уверен в том, какой жизни он хочет. |            |                                                  |               |                                                                   |                 |                     |
| 12 | 12         | «Cold Turkey» «В завязке»                        | Фред Гербер   | Эллисон Мур                                                       | 7 февраля 2013  | 1,48                |
| Несмотря на попытки держаться на расстоянии, Кэтрин рискует всем, чтобы обезопасить Винсента. Кэт подозревает, что Мьюрифилд может знать местонахождение Винсента и, несмотря на клятву с ним завязать, она вынуждена прервать его романтическое уединение с Алекс, чтобы спасти их жизни. Эван находит жучок в своей лаборатории и всё больше и больше подозревает Джей Ти. |            |                                                  |               |                                                                   |                 |                     |
| 13 | 13         | «Trust No One» «Никому не верь»                  | Бобби Рот     | Брайан Питерсон и Келли Саудерс                                   | 14 февраля 2013 | 1,40                |
| Винсент делает попытку завязать отношения, а Кэт ловят за уничтожением улик. Кэт и Винсент не уверены, могут ли они доверять Алекс на предмет его прошлого. Эван узнаёт, что Клэр, женщина, с которой он встречается, что-то от него скрывает. Хэзер встречает и влюбляется в младшего брата Джо, Дариуса, а Винсент пытается завоевать Кэт с помощью романтических жестов на День Святого Валентина. |            |                                                  |               |                                                                   |                 |                     |
| 14 | 14         | «Tough Love» «Трудная любовь»                    | Брэдли Уолш   | Дон Уайтхед и Холли Хендерсон                                     | 21 февраля 2013 | 1,52                |
| Когда ужин, на котором Кэт представляет Винсента Хэзер, заканчивается неудачно, Хэзер заручается поддержкой Тесс. Эван получает интересное предложение, которое может изменить весь курс его исследования межвидового ДНК. На празднике чествования Джо пропадает Хэзер и для спасения её жизни, Винсенту приходится принять трудное решение. |            |                                                  |               |                                                                   |                 |                     |
| 15 | 15         | «Any Means Possible» «Все средства хороши»       | Стив Эдельсон | Роджер Грант                                                      | 14 марта 2013   | 1,43                |
| В участке появляется новый помощник окружного прокурора - Гэбриел Лоуэн, который подозрительно смотрит на то, что с делами, где засветился линчеватель, плохо справляются. Кэт полна решимости любой ценой защитить Винсента, даже когда приходится выслеживать свидетеля и угрожать ему на праздничном бале-маскараде. Тем временем Винсент волнуется, что может потерять контроль, если сблизится с Кэт. |            |                                                  |               |                                                                   |                 |                     |
| 16 | 16         | «Insatiable» «Ненасытный»                        | Ли Роуз       | Блэр Сингер                                                       | 21 марта 2013   | 1,72                |
| Сблизившись, Кэт и Винсенту приходится столкнуться с действительностью, в которой кто-то даёт наводку на линчевателя. Эван находит доказательство того, что Кэт знает о чудовище больше, чем говорит. Мьюрифилд и полиция подбираются близко к Винсенту, на сей раз ситуация становится безвыходной, и тогда Джей Ти и Кэт придумывают крайне опасное решение. Тем временем Тесс находит нечто, что навсегда изменит её отношения с Кэт. |            |                                                  |               |                                                                   |                 |                     |
| 17 | 17         | «Partners in Crime» «Напарники по преступлению»  | Рик Розенталь | Эмили Сильвер                                                     | 28 марта 2013   | 1,50                |
| Для спасения их отношений и защиты Винсента, Кэт вынуждена рассказать Тесс о том, что она утаивала от неё. Гейб с подозрением относится ко всем в участке, в то время как Эван видит, как Кэт делает что-то, что меняет его мнение о ней и окончательно убеждает как можно скорее найти чудовище. |            |                                                  |               |                                                                   |                 |                     |
| 18 | 18         | «Heart of Darkness» «Сердце тьмы»                | Скотт Питерс  | Роджер Грант и Блэр Сингер                                        | 18 апреля 2013  | 1,59                |
| Эван признаётся Кэт в своих чувствах и в том, что это он выдал Мьюрифилд информацию о местонахождении Винсента. Гейб находит доказательства тому, что в участке есть «крот», работавший с линчевателем. |            |                                                  |               |                                                                   |                 |                     |
| 19 | 19         | «Playing with Fire» «Игра с огнём»               | Майк Рол      | Брайан Стадлер                                                    | 25 апреля 2013  | 1,24                |
| Гейб признаётся Кэт, что знает о Мьюрифилд. Винсент считает, что Кэт не должна доверять Гейбу, потому что его намерения весьма подозрительны, это вызывает напряжённость между ними. Джей Ти и Винсент находят новое место для жилья. |            |                                                  |               |                                                                   |                 |                     |
| 20 | 20         | «Anniversary» «Годовщина»                        | Майрзи Алмас  | Дон Уайтхед и Холли Хендерсон                                     | 2 мая 2013      | 1,23                |
| В годовщину смерти матери, Кэт приглашает Гейба на ежегодные поминки в кругу семьи, что вызывает сильную ревность у Винсента. Кэт узнаёт некую информацию, которая заставляет её думать, что мама может быть жива. Снайпер на людях стреляет в мэра, Винсент находит доказательства, связывающие Гейба со снайпером. |            |                                                  |               |                                                                   |                 |                     |
| 21 | 21         | «Date Night» «Вечер свиданий»                    | Кевин Фэйр    | История: Роджер Грант Телесценарий: Шерри Купер и Дженнифер Левин | 9 мая 2013      | 1,29                |
| Кэт и Винсент, пытаясь быть нормальной парой, идут на свидание, что неожиданно приводит к обратным результатам. Гейб раскрывает информацию, дающую Кэт надежду на излечение Винсента. |            |                                                  |               |                                                                   |                 |                     |
| 22 | 22         | «Never Turn Back» «Не смотри назад»              | Рик Бота      | Келли Содерс и Брайан Петерсон                                    | 16 мая 2013     | 1,26                |
| Тайны о семье Кэт раскрыты, это изменит всё, что она знала о своём прошлом. Винсент сталкивается лицом к лицу со смертью, а Гейб принимает решительные меры для получения ответов. |            |                                                  |               |                                                                   |                 |                     |

### Сезон 2 (2013-14)
| № общий | № в сезоне | Название                                                     | Режиссёр           | Автор сценария                                                    | Дата премьеры   | Зрители в США (млн) |
| --- | ---------- | ------------------------------------------------------------ | ------------------ | ----------------------------------------------------------------- | --------------- | ------------------- |
| 23 | 1          | «Who Am I?» «Кто я?»                                         | Стюарт Гиллард     | Брэд Керн                                                         | 7 октября 2013  | 0,86                |
| Прошло три месяца с тех пор, когда Винсент был похищен Мьюрифилд, и Кэт наконец воссоединяется с ним, но не так как она это планировала. Винсент очень изменился: его шрам исчез, он ничего не помнит и выполняет какую-то секретную миссию. Кэтрин необходимо выяснить причины перемен в Винисенте и она надеется вернуть ему память об их любви. |            |                                                              |                    |                                                                   |                 |                     |
| 24 | 2          | «Kidnapped» «Похищение»                                      | Рик Бота           | Дженнифер Левин и Шерри Купер                                     | 14 октября 2013 | 0,90                |
| Когда Кэт пытается выяснить больше о загадочной миссии Винсента, он её похищает. Притяжение между ними начинает расти, что всё усложняет. Тем временем Тесс, Джей Ти и Гейб работают вместе, чтобы помочь Кэт. |            |                                                              |                    |                                                                   |                 |                     |
| 25 | 3          | «Liar, Liar» «Лжец, лжец»                                    | Брэдли Уолш        | Джон А. Норрис                                                    | 21 октября 2013 | 0,82                |
| Кэт и Винсент преследуют опасное чудовище, но хранят друг от друга тайны, играя в кошки-мышки. Тем временем Хэзер обрушивает на Кэт правду об их отце и Кэт хочет узнать истинную причину, по которой Гейб помогает Винсенту. |            |                                                              |                    |                                                                   |                 |                     |
| 26 | 4          | «Hothead» «Горячая голова»                                   | Майкл Робисон      | Роджер Грант                                                      | 28 октября 2013 | 0,83                |
| Винсент сталкивается лицом к лицу с человеком из своего прошлого - После получения отказа Кэт выслеживать чудовище, Гейб просит Винсента помочь, и тот быстро берёт дело в свои руки. К сожалению, чудовище имеет преимущество над Винсентом, что требует помощи Кэтрин, в дополнение к помощи кого-то из прошлого Винсента, кто вскрывает его старые раны. |            |                                                              |                    |                                                                   |                 |                     |
| 27 | 5          | «Reunion» «Встреча»                                          | Фред Гербер        | Эрик Тачман                                                       | 4 ноября 2013   | 0,68                |
| Кэт угрожает чудовище, разыскивающее Винсента - Кэт отправляется на вечер встречи выпускников средней школы и узнаёт о своём прошлом гораздо больше, чем когда-либо ожидала. Тем временем Винсент встречает бывшего сослуживца, который скрывает очень опасную тайну. |            |                                                              |                    |                                                                   |                 |                     |
| 28 | 6          | «Father Knows Best» «Отцу виднее»                            | Пол Кауфман        | Брэд Керн и Роджер Грант                                          | 11 ноября 2013  | 0,75                |
| Новое задание Винсента катастрофически идёт не по плану - Кэтрин сталкивается с родным отцом в попытке выяснить, какова его загадочная роль в её жизни, в это же время Винсент должен уничтожить весьма опасное чудовище. Во время операции Винсент случайно спасает девушку Тори, которая может быть ключом к выполнению его задания. |            |                                                              |                    |                                                                   |                 |                     |
| 29 | 7          | «Guess Who's Coming to Dinner?» «Угадай, кто придёт на ужин» | Джефф Ренфро       | Венди Стракер Хаузер                                              | 18 ноября 2013  | 0,68                |
| Пытаясь узнать, кто руководит Винсентом, Кэтрин заручается помощью своего отца и приглашает Винсента на ужин в честь дня Благодарения, который заканчивается катастрофой. |            |                                                              |                    |                                                                   |                 |                     |
| 30 | 8          | «Man or Beast?» «Человек или чудовище?»                      | Стюарт Гиллард     | Джон А. Норрис                                                    | 25 ноября 2013  | 0,74                |
| Винсент и Кэт расходятся во мнениях по поводу того, что делать с агентом Рейнольдсом, вследствие чего Винсент крепко задумывается о том, чего в нём больше, человеческого или звериного. Кэт совершает радикальный поступок, который навсегда меняет их отношения с Винсентом. |            |                                                              |                    |                                                                   |                 |                     |
| 31 | 9          | «Don't Die on Me» «Не умирай из-за меня»                     | Майрзи Алмас       | Эрик Тачман                                                       | 13 января 2014  | 0,71                |
| Кэт пытается уберечь Винсента и сама помогает Тори, которой грозит смертельная опасность. Между тем упрямая попытка Винсента вмешаться приводит к меняющим всё последствиям, которые заставляют Гейба и Кэт сблизиться. |            |                                                              |                    |                                                                   |                 |                     |
| 32 | 10         | «Ancestors» «Предки»                                         | Стивен А. Эдельсон | Роджер Грант и Рупа Мэгги                                         | 20 января 2014  | 0,74                |
| Тори уговаривает Винсента на участие в ток-шоу, но он недоволен тем, что из-за нынешней известности ему приходится всех обманывать. Агент ФБР Лэндон обращается к Гейбу и Кэтрин с просьбой заменить убитую в перестрелке воровку. В то время, когда Джей Ти изучал останки из антикварной лавки отца Тори, на него напали двое мужчин и забрали браслет, принадлежащий отцу Тори. Винсент решает выследить их, но находит только Кэтрин, которая выполняет задание агента Лэндон. В ходе выполнения задания Кэтрин сталкивается с Винсентом и тот срывает его выполнение. |            |                                                              |                    |                                                                   |                 |                     |
| 33 | 11         | «Held Hostage» «В заложниках»                                | Садц Сазерленд     | Памела Сью Антон                                                  | 27 января 2014  | 0,82                |
| У Тесс день рождения. Кэт и Гейб устраивают вечеринку-сюрприз. Тем временем, пытаясь выследить заказчика кражи ожерелья, Винсент появляется на вечеринках с Тори, надевшей это ожерелье. Агент Лэндон требует от Гейба ареста Тори, но тот отговаривает её от этого шага. Кэтрин отправляется к Винсенту провести допрос Тори, но вынуждена её арестовать. В этот же момент за домом Винсента следят охотники за ожерельем. Во время допроса Тори они захватывают участок. Агент Лэндон начинает подозревать, что Тесс и Кэтрин знают больше, чем говорят. |            |                                                              |                    |                                                                   |                 |                     |
| 34 | 12         | «Recipe for Disaster» «Рецепт катастрофы»                    | Аллан Крокер       | Бред Керн и Венди Страйкер Хаузер                                 | 3 февраля 2014  | 0,93                |
| Винсент и Кэтрин вместе ищут пропавшее ожерелье. Тори чувствует, что Винсент отдалился от неё и она решает поговорить с ним, но в итоге он предлагает отдохнуть от напряжённых отношений. Вернувшись домой, Тори обнаруживает агента Лэндон, обыскивающую их дом. Джей Ти якобы получает грант и под предлогом ознакомления с новой лабораторией, его похищают, чтобы он воссоздал сыворотку, используемую компанией Мьюрифилд для создания монстров. Гейба отзывают из участка и он решает двигаться дальше. Агент Лэндон узнаёт, что Тори и Винсент отличаются от обычных людей. |            |                                                              |                    |                                                                   |                 |                     |
| 35 | 13         | «Till Death» «Пока смерть нас не разлучит»                   | Стюарт Гиллард     | История: Роджер Грант Телесценарий: Дженнифер Левин и Шерри Купер | 10 февраля 2014 | 0,74                |
| Кэтрин возвращается в подземелье и обнаруживает, что под полом есть ещё помещение. Гейб назначает Кэтрин свидание в День святого Валентина. В участке новый руководитель, требующий больше раскрываемости дел от Кэтрин и Тесс. Винсент обвиняет себя в смерти Тори. Кэтрин обращается к Винсенту за помощью в поисках Тони Барнса. Вызванный на допрос Сэм, рассказал, что в истории с Барнсом замешан Гейб и Кэтрин решает во всём разобраться. |            |                                                              |                    |                                                                   |                 |                     |
| 36 | 14         | «Redemption» «Искупление»                                    | Грант Харви        | Джон А. Норрис                                                    | 17 февраля 2014 | 0,77                |
| Пытаясь найти пропавших без вести знакомых Гейба, Кэт и Винсент вновь объединяют свои силы. Они оказываются в больнице, в которой стажировался Винсент. У него появляется возможность увидеть, какой бы могла быть его жизнь. |            |                                                              |                    |                                                                   |                 |                     |
| 37 | 15         | «Catch Me if You Can» «Поймай меня, если сможешь»            | Норма Бейли        | Эрик Тачман                                                       | 3 марта 2014    | 0,87                |
| Кэтрин рассказывает Тессе сон в котором она убила Винсента. Винсент отслеживает Сэма с помощью программы распознавания лиц, но тому удаётся скрыться. Джей Ти пытается уговорить его применить способности монстра, чтобы выследить Сэма. Винсент решает пойти на уступку, выслеживает Сэма и запирает его в подвале. Гейб пытается уговорить Сэма сотрудничать с ними, но тот сообщает, что держит в заложниках ещё одного бывшего воспитанника детского дома и Гейб вынужден отпустить его. Винсент всё ещё надеется, что они с Кэтрин могут быть вместе, а в это время Гейб просит Кэтрин сделать выбор: останется ли она с ним или же с Винсентом. |            |                                                              |                    |                                                                   |                 |                     |
| 38 | 16         | «About Last Night» «Насчёт прошлой ночи»                     | Стюарт Гиллард     | Мелисса Гленн                                                     | 10 марта 2014   | 0,80                |
| Кэтрин переживает о том, что произошло между ней и Винсентом ночью, в то время как тот рад произошедшему. Сэм сбегает из тюрьмы. В поисках Сэма Кэтрин, Гейб и Винсент выходят на федерального судью, который состоит в тайном обществе, один из членов которого, возможно, причастен к смерти сына Сэма. На вечеринке, устроенной этим тайным обществом, Сэм вводит сыворотку одному из его членов, но в дело вмешиваются Кэтрин и Винсент. Винсент убивает члена общества, ставшего монстром, а Сэм пытается покончить жизнь самоубийством, но Винсенту удаётся спасти его. Отношения между Кэтрин и Гейбом всё больше накаляются и в итоге Кэтрин решает встречаться с Винсентом. Утром Винсента в квартире Кэтрин арестовывают за убийство Курта Винзера. |            |                                                              |                    |                                                                   |                 |                     |
| 39 | 17         | «Beast Is the New Black» «Чудовище — хит сезона»             | Фред Гербер        | Дженнифер Левин и Шерри Купер                                     | 2 июня 2014     | 1,06                |
| Винсент арестован за убийство. Кэт, Джей Ти, Гейб и Тесс пытаются удержать его от превращения в чудовище в тюрьме, пока они не смогут его вызволить. Они задаются вопросом, кто принёс доказательства вины Винсента в полицию. У Тесс и Джей Ти не получается держать в секрете их совместную ночь. |            |                                                              |                    |                                                                   |                 |                     |
| 40 | 18         | «Cat and Mouse» «Кошки-мышки»                                | Джефф Ренфро       | История: Эми Ван Карен Телесценарий: Бред Кёрн                    | 9 июня 2014     | 0,87                |
| Гейб становится инициатором масштабных поисков Винсента по всему городу, установив командный пункт на 125-м участке. Обнаружив, что Кэт исчезла, Тесс принимает помощь Джей Ти в поисках Винсента, который сможет выследить Кэт. Похитители Кэт называют себя агентами ФБР, отчаянно нуждающимися в помощи Кэт и Винсента, которые могут сохранить жизнь агенту, захваченному террористами. Кэт не верит им и сбегает, и как раз в это время Винсент появляется, чтобы спасти её. Они соглашаются помочь агенту ФБР в обмен на оправдание Винсента, которого обвиняют в убийстве Курта Винзера. |            |                                                              |                    |                                                                   |                 |                     |
| 41 | 19         | «Cold Case» «Нераскрытое дело»                               | Рич Ньюи           | Джон А. Норрис и Эрик Тачман                                      | 16 июня 2014    | 0,76                |
| Петля затягивается, когда Гейб использует все возможные ресурсы полиции Нью-Йорка чтобы поймать Винсента. Кэт и Тесс перестают помогать Винсенту избегать поимки. В самый неподходящий момент появляется Хизер с серьёзными новостями. Кэт и Винсент проводят независимое расследование и откапывают доказательства, связанные с «холодным делом», которое ведёт Гейб. Отчаявшийся Гейб начинает распутывать дело, и это приводит к катастрофическим последствиям. |            |                                                              |                    |                                                                   |                 |                     |
| 42 | 20         | «Ever After» «Долго и счастливо»                             | Стивен А. Эдельсон | Ванесса Рохас                                                     | 23 июня 2014    | 0,75                |
| После того, как все попытки разоблачить Гейба проваливаются, агент Нокс переводит Винсента и Кэтрин в программу защиты свидетелей, но в пригороде их безопасность под угрозой. Гейб устраивает для Винсента ловушку, которая приводит к драматическому конфликту между Тесс и Джей Ти. |            |                                                              |                    |                                                                   |                 |                     |
| 43 | 21         | «Operation Fake Date» «Операция „Свидание понарошку“»        | Фред Гербер        | Шерри Купер и Дженнифер Левин                                     | 30 июня 2014    | 0,84                |
| Отчаявшись начать всё сначала с Кэт, Гейб пытается завоевать её расположение, пригласив её на романтическое свидание. У неё, правда, уже есть планы относительно того, как спасти Винсента и в то же время устроить девичник Хизер. |            |                                                              |                    |                                                                   |                 |                     |
| 44 | 22         | «Déjà Vu» «Дежавю»                                           | Стюарт Гиллард     | Брэд Керн и Роджер Грант                                          | 7 июля 2014     | 0,76                |
| Винсент и Кэтрин пытаются предотвратить убийство своих друзей другим чудовищем — Гейбом. |            |                                                              |                    |                                                                   |                 |                     |

### Сезон 3 (2015)
| № общий | № в сезоне | Название                                                  | Режиссёр       | Автор сценария                | Дата премьеры    | Зрители в США (млн) |
| --- | ---------- | --------------------------------------------------------- | -------------- | ----------------------------- | ---------------- | ------------------- |
| 45 | 1          | «The Beast of Wall Street» «Чудовище с Уолл-Стрит»        | Джефф Ренфро   | Брэд Керн                     | 11 июня 2015     | 0,88                |
| Кэтрин и Винсент наконец-то могут стать настоящей парой после уничтожения Гейба, однако это может скоро кончиться, когда два агента DHS начнут за ними следить.                                                                            |            |                                                           |                |                               |                  |                     |
| 46 | 2          | «Primal Fear» «Первобытный страх»                         | Дэвид МакНэлли | Роджер Грант                  | 18 июня 2015     | 0,81                |
| Винсент и Кэтрин приспосабливаются к тому, что теперь живут вместе, и в то же время отслеживают новую зацепку относительно экспериментов по созданию чудовищ.                                                                              |            |                                                           |                |                               |                  |                     |
| 47 | 3          | «Bob & Carol & Vincent & Cat» «Боб, Кэрол, Винсент и Кэт» | Стюарт Гиллард | Мелисса Гленн                 | 25 июня 2015     | 0,86                |
| Кэт и Винсент работают над делом вместе с женатыми агентами DHS; Джей Ти думает, что может обладать сверхсилами; Тесс размышляет о карьере; а Хизер делает предложение, которое может облегчить жизнь её старшей сестры.                   |            |                                                           |                |                               |                  |                     |
| 48 | 4          | «Heart of the Matter» «Суть проблемы»                     | Рич Ньюи       | Джефф Рино и Рон Осборн       | 2 июля 2015      | 0,88                |
| Кэт и Винсент посещают терапевта, чтобы проконсультироваться насчёт своих отношений. Кэт начинает подозревать, что богатый реципиент трансплантата может стоять за таинственными экспериментами.                                           |            |                                                           |                |                               |                  |                     |
| 49 | 5          | «The Most Dangerous Beast» «Самое опасное чудовище»       | Майрзи Алмас   | Бенжамин Рааб и Дерик А. Хьюз | 9 июля 2015      | 0,86                |
| Кэт назначают нового напарника и она начинает подозревать, что Боб и Кэрол стремятся отдалить её и Винсента друг от друга. Тем временем Джей Ти узнаёт, что за его новообретённую способность быстро исцеляться придётся дорого заплатить. |            |                                                           |                |                               |                  |                     |
| 50 | 6          | «Chasing Ghosts» «В погоне за призраками»                 | Джилл Картер   | Джиллиан Хорват               | 16 июля 2015     | 1,00                |
| Холостяцкая вечеринка Винсента прерывается таинственным снайпером, который пытается остановить вмешательство Винсента и Кэт в эксперименты по созданию сверхчеловека. Тем временем Кэт встречается с подругами на девичнике.               |            |                                                           |                |                               |                  |                     |
| 51 | 7          | «Both Sides Now» «А теперь поцелуйтесь»                   | Дебора Чоу     | Ванесса Рохас                 | 23 июля 2015     | 0,95                |
| Винсент и Кэт решают сбежать и пожениться, чтобы заставить охотящегося за ними убийцу выдать себя. Джей Ти пытается найти зацепку относительно экспериментов, а Хизер пытается сосредоточиться на своей новой работе.                      |            |                                                           |                |                               |                  |                     |
| 52 | 8          | «Shotgun Wedding» «Свадьба под прицелом»                  | Стюарт Гиллард | Брэд Керн и Энтони Эплинг     | 30 июля 2015     | 0,98                |
| Кэтрин беспокоится о экспериментах по созданию сверхчеловека, которые могут испортить день её свадьбы с Винсентом, побуждая всех вмешаться, чтобы всё прошло гладко.                                                                       |            |                                                           |                |                               |                  |                     |
| 53 | 9          | «Cat's Out Of The Bag» «Шила в мешке не утаишь»           | Дэвид Маклеод  | Вэнди Страйкер Хаузер         | 6 августа 2015   | 0,79                |
| Когда Кэт отказывается бороться с новой большой угрозой, Винсент, Джей Ти, Тесс и Хизер должны убедить её, что это судьба пары Винсента и Кэт вечно бороться с угрозами бок о бок.                                                         |            |                                                           |                |                               |                  |                     |
| 54 | 10         | «Patient X» «Пациент „Икс“»                               | Норма Бэйли    | Бенжамин Рааб и Дерик А. Хьюз | 13 августа 2015  | 0,92                |
| Кэт и Винсент ищут того, кто может дать им ответы и помочь им отследить Лиама. Тем временем Джей Ти идёт на отчаянные меры, чтобы убедиться, что больше не страдает от воздействия сыворотки.                                              |            |                                                           |                |                               |                  |                     |
| 55 | 11         | «Unbreakable» «Непокорный»                                | Садс Сатерленд | Роджер Грант и Мелисса Гленн  | 20 августа 2015  | 0,82                |
| Винсент приходится работать вместе с Лиамом, а Кэт исследует семейную историю Лиама, чтобы узнать, какова же его конечная цель. |            |                                                           |                |                               |                  |                     |
| 56 | 12         | «Sins of the Fathers» «Грехи отцов»                       | Джефф Ренфро   | Джиллиан Хорват               | 27 августа 2015  | 0,92                |
| Винсент и Кэт предлагают неожиданный способ остановить Лиама; Джей Ти находит способ вылечить себя, но его план включает Лиама. |            |                                                           |                |                               |                  |                     |
| 57 | 13         | «Destined» «Связанные судьбой»                            | Стюарт Гиллард | Брэд Керн                     | 10 сентября 2015 | 0,76                |
| Кэт и Винсент должны остановить Лиама, до того, как тот разоблачит Винсента и уничтожит их любовь. |            |                                                           |                |                               |                  |                     |

### Сезон 4 (2016)
| № общий | № в сезоне | Название                                                               | Режиссёр          | Автор сценария                 | Дата премьеры    | Зрители в США (млн) |
| --- | ---------- | ---------------------------------------------------------------------- | ----------------- | ------------------------------ | ---------------- | ------------------- |
| 58 | 1          | «Monsieur et Madame Bête» «Мадам и месье Чудовище»                     | Стюарт Гиллард    | Брэд Керн                      | 2 июня 2016      | 0,83                |
| Медовый месяц Кэт и Винсента сокращается после того, как Джей Ти понимает, что сенсационная история блогера о животных может привести к разоблачению Винсента.                                       |            |                                                                        |                   |                                |                  |                     |
| 59 | 2          | «Beast Interrupted» «Вмешательство зверя»                              | Рич Ньюи          | Лара Олсен                     | 9 июня 2016      | 0,76                |
| Кэт и Винсент должны защитить наследницу, чья личность стала известна из-за взлома серверов DHS, и одновременно вынуждены отслеживать покупателя чёрного рынка чудовищ.                              |            |                                                                        |                   |                                |                  |                     |
| 60 | 3          | «Down for the Count» «Почти нокаут»                                    | Дон МакКатчен     | Бенжамин Рааб и Дерик А. Хьюз  | 16 июня 2016     | 0,79                |
| Охота Винсента и Кэт за охотником за головами чудовищ приводит их в подпольный боевой клуб. Джей Ти пытается сказать Тесс правду о своей работе.                                                     |            |                                                                        |                   |                                |                  |                     |
| 61 | 4          | «Something's Gotta Give» «Чем-то придётся пожертвовать»                | Стивен А. Эделсон | Джон Е. Пог                    | 23 июня 2016     | 0,83                |
| Когда Кэт начинает работать в DHS, она начинает подозревать, что беременна. Тем временем Винсент проверяет опасную зацепку, а Джей Ти пытается перехитрить блогеров.                                 |            |                                                                        |                   |                                |                  |                     |
| 62 | 5          | «It's a Wonderful Beast» «Это прекрасное чудовище»                     | Стюарт Гиллард    | Мелисса Гленн                  | 30 июня 2016     | 0,76                |
| После борьбы с наёмниками, которая прошла не совсем гладко, раненый Винсент галлюцинирует о том, как жизнь Кэт могла сложиться без него.                                                             |            |                                                                        |                   |                                |                  |                     |
| 63 | 6          | «Beast of Times, Worst of Times» «Лучший зверь худшего из всех времён» | Норма Бэйли       | Патриция Карр                  | 7 июля 2016      | 0,77                |
| Кэт и Винсент следуют зацепке, поступившей от Хилл, и обыскивают бывшего командира Винсента, известного убийцы чудовищ, а также отбиваются от преследующего их вездесущего телевизионного репортёра. |            |                                                                        |                   |                                |                  |                     |
| 64 | 7          | «Point of No Return» «Точка невозврата»                                | Джилл Картер      | Джиллиан Хорват                | 14 июля 2016     | 0,72                |
| Кэт должна доказать подозрительному агенту DHS, что ей всё ещё можно доверять. Винсент, теперь находящийся в бегах, использует себя в качестве приманки, чтобы попасть в частную армию.              |            |                                                                        |                   |                                |                  |                     |
| 65 | 8          | «Love is a Battlefield» «Любовь — это поле боя»                        | Фархад Манн       | Ванесса Рохас                  | 21 июля 2016     | 0,73                |
| Кэт продолжает обманывать DHS, поскольку Винсент, играющий аутсайдера, которого все предали, работает, чтобы убедить охотников за головами включить его в свою команду.                              |            |                                                                        |                   |                                |                  |                     |
| 66 | 9          | «The Getaway» «Побег»                                                  | Стюарт Гиллард    | Бенжамин Рааб и Дерик А. Хьюз  | 28 июля 2016     | 0,71                |
| Когда телевизионный репортёр сталкивается с Кэт, Винсент пытается собрать информацию о покупателе чудовищ, планируя свой собственный захват с командой Грейдала.                                     |            |                                                                        |                   |                                |                  |                     |
| 67 | 10         | «Means to an End» «Цель оправдывает средства»                          | Дэвид МакЛеод     | Мелисса Гленн                  | 11 августа 2016  | 0,61                |
| DHS охотится за Винсентом в Грейдале, не подозревая, что Брэкстон держит его в плену, чтобы показать его «чудовищную» сторону покупателю с помощью серии тестов.                                     |            |                                                                        |                   |                                |                  |                     |
| 68 | 11         | «Meet the New Beast» «На встречу с новым чудовищем»                    | Дэвид А. Макин    | Патриция Карр и Лара Олсен     | 25 августа 2016  | 0,67                |
| План Кэт оправдать Винсента с помощью второго чудовища идёт наперекосяк, заставляя пару рассматривать вариант побега и начало новой жизни под новыми личностями в бегах.                             |            |                                                                        |                   |                                |                  |                     |
| 69 | 12         | «No Way Out» «Выхода нет»                                              | П.Дж. Пирс        | Остин Бэджетт и Гиллиан Хорват | 8 сентября 2016  | 0,70                |
| Когда Кэт узнаёт о подозрениях DHS, что заключённый в тюрьму Винсент стоит за надвигающейся террористической атакой, она обещает выяснить, кто пытается его подставить.                              |            |                                                                        |                   |                                |                  |                     |
| 70 | 13         | «Au Revoir» «До свидания»                                              | Стюарт Гиллард    | Майк Гембалла                  | 15 сентября 2016 | 0,70                |
| Прежде чем покинуть Нью-Йорк и начать новую жизнь вместе, Кэт и Винсент клянутся найти Брэкстона и его сообщника и остановить надвигающийся теракт.                                                  |            |                                                                        |                   |                                |                  |                     |